# Rally di Monza 2020

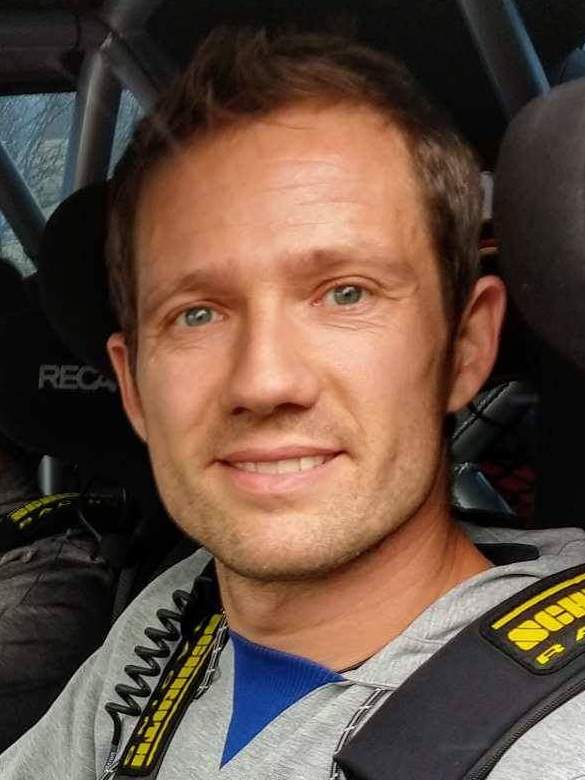
Sébastien Ogier vincitore del Rally di Monza 2020

Il Rally di Monza 2020, ufficialmente denominato ACI Rally Monza, è stata la settima e ultima prova del campionato del mondo rally 2020 nonché l'edizione 2020 del Rally di Monza e la prima con valenza mondiale. La manifestazione si è svolta dal 3 al 6 dicembre prevalentemente all'interno dell'Autodromo nazionale di Monza, sede del rally e dove fu allestito anche il parco assistenza per i concorrenti, con l'eccezione della giornata di sabato 5 dicembre, quando le prove speciali si svolsero sui tornanti innevati delle Prealpi Bergamasche, a nord-est di Monza..
L'evento non faceva parte del programma originario del campionato, tuttavia, a causa della pandemia di COVID-19 che provocò radicali modifiche nella struttura dell'intera stagione, nella prima decade di ottobre esso fu inserito ufficialmente in calendario.
La gara è stata vinta dal francese Sébastien Ogier, navigato dal connazionale Julien Ingrassia, al volante di una Toyota Yaris WRC della squadra ufficiale Toyota Gazoo Racing WRT, davanti alla coppia estone formata da Ott Tänak e Martin Järveoja, su Hyundai i20 Coupe WRC del team Hyundai Shell Mobis WRT, e a quella spagnola composta da Dani Sordo e Carlos del Barrio, anch'essi su una Hyundai i20 Coupe WRC ufficiale. Ogier e Ingrassia, con la vittoria dell'evento e l'incidente di Elfyn Evans, si sono laureati campioni del mondo, ottenendo il settimo titolo mondiale, mentre la scuderia Hyundai Motorsport ha vinto il suo secondo titolo costruttori consecutivo.
I norvegesi Mads Østberg e Torstein Eriksen, su Citroën C3 R5 della squadra PH Sport, hanno invece ottenuto il successo nel campionato WRC-2, che è valso loro anche la conquista dei titoli piloti e copiloti di categoria, mentre il titolo costruttori di categoria era già andato alla squadra tedesca Toksport WRT al termine dell'rally di Sardegna. Nella serie WRC-3 la gara è stata invece vinta dai norvegesi Andreas Mikkelsen e Anders Jæger su Škoda Fabia Rally2 Evo mentre i finlandesi Jari Huttunen e Mikko Lukka si sono aggiudicati il campionato alla guida di una Hyundai i20 R5. La vittoria nonché i titoli mondiali piloti e copiloti Junior WRC sono invece andati alla coppia svedese formata da Tom Kristensson e Joakim Sjöberg su Ford Fiesta Rally4.

## Dati della prova
| Denominazione ufficiale             | ACI Rally Monza                                                         |
| Edizione N°                         | ND                                                                      |
| Tappa N°                            | 7 di 7                                                                  |
| Data manifestazione                 | da giovedì 03/12/2020 a domenica 06/12/2020                             |
| Sede ospitante                      | Autodromo nazionale di Monza, Monza (Lombardia)                         |
| Sede parco assistenza               | Autodromo nazionale di Monza, Monza (Lombardia)                         |
| Superficie                          | Asfalto                                                                 |
| Direttore di gara                   | Lucio De Mori                                                           |
| Iscritti                            | 95                                                                      |
| Partiti                             | 91                                                                      |
| Arrivati                            | 71 (78%)                                                                |
| Prove speciali previste             | 16                                                                      |
| Prove speciali disputate            | 14 (2 cancellate)                                                       |
| Prova più breve                     | 4,33 km (PS1: Sottozero the Monza Legacy)                               |
| Prova più lunga                     | 25,06 km (PS7 e PS10: Selvino)                                          |
| Prova più lenta                     | velocità media di 73,70 km/h (PS1: Sottozero the Monza Legacy)          |
| Prova più veloce                    | velocità media di 111,73 km/h (PS14: PZero Grand Prix 3)                |
| Lunghezza prove speciali previste   | 239,20 km                                                               |
| Lunghezza prove speciali disputate  | 191,97 km (41,3% della distanza totale effettiva - cancellati 47,23 km) |
| Lunghezza complessiva trasferimenti | 272,84 km                                                               |
| Distanza totale effettiva           | 464,81 km                                                               |

## Itinerario
| Frazione           | Prova  | Ora    | Nome                                                       | Partenza                                                   | Arrivo                                                     | Lunghezza | Totale    |
| ------------------ | ------ | ------ | ---------------------------------------------------------- | ---------------------------------------------------------- | ---------------------------------------------------------- | --------- | --------- |
| Frazione 1 (3 dic) | PS1    | 14:08  | Sottozero the Monza Legacy                                 | Monza                                                      | Monza                                                      | 4,33 km   | 4,33 km   |
| Frazione 1 (3 dic) |        | 14:23  | Assistenza (flexi) – Autodromo nazionale di Monza (45 min) | Assistenza (flexi) – Autodromo nazionale di Monza (45 min) | Assistenza (flexi) – Autodromo nazionale di Monza (45 min) | –         | 4,33 km   |
| Frazione 2 (4 dic) |        | 07:25  | Assistenza – Autodromo nazionale di Monza (15 min)         | Assistenza – Autodromo nazionale di Monza (15 min)         | Assistenza – Autodromo nazionale di Monza (15 min)         | –         | 69,61 km  |
| Frazione 2 (4 dic) | PS2    | 07:58  | Scorpion 1                                                 | Monza                                                      | Monza                                                      | 13,43 km  | 69,61 km  |
| Frazione 2 (4 dic) |        | 08:18  | Assistenza (flexi) – Autodromo nazionale di Monza (15 min) | Assistenza (flexi) – Autodromo nazionale di Monza (15 min) | Assistenza (flexi) – Autodromo nazionale di Monza (15 min) | –         | 69,61 km  |
| Frazione 2 (4 dic) | PS3    | 10:08  | Scorpion 2                                                 | Monza                                                      | Monza                                                      | 13,43 km  | 69,61 km  |
| Frazione 2 (4 dic) |        | 10:28  | Assistenza (flexi) – Autodromo nazionale di Monza (15 min) | Assistenza (flexi) – Autodromo nazionale di Monza (15 min) | Assistenza (flexi) – Autodromo nazionale di Monza (15 min) | –         | 69,61 km  |
| Frazione 2 (4 dic) | PS4    | 12:38  | Cinturato 1                                                | Monza                                                      | Monza                                                      | 16,22 km  | 69,61 km  |
| Frazione 2 (4 dic) |        | 13:02  | Assistenza (flexi) – Autodromo nazionale di Monza (15 min) | Assistenza (flexi) – Autodromo nazionale di Monza (15 min) | Assistenza (flexi) – Autodromo nazionale di Monza (15 min) | –         | 69,61 km  |
| Frazione 2 (4 dic) | PS5    | 15:08  | Cinturato 2                                                | Monza                                                      | Monza                                                      | 16,22 km  | 69,61 km  |
| Frazione 2 (4 dic) |        | 15:32  | Assistenza (flexi) – Autodromo nazionale di Monza (15 min) | Assistenza (flexi) – Autodromo nazionale di Monza (15 min) | Assistenza (flexi) – Autodromo nazionale di Monza (15 min) | –         | 69,61 km  |
| Frazione 2 (4 dic) | PS6    | 17:38  | PZero Grand Prix 1                                         | Monza                                                      | Monza                                                      | 10,31 km  | 69,61 km  |
| Frazione 2 (4 dic) |        | 17:58  | Assistenza (flexi) – Autodromo nazionale di Monza (45 min) | Assistenza (flexi) – Autodromo nazionale di Monza (45 min) | Assistenza (flexi) – Autodromo nazionale di Monza (45 min) | –         | 69,61 km  |
|                    |        |        |                                                            |                                                            |                                                            |           |           |
| Frazione 3 (5 dic) |        | 06:30  | Assistenza – Autodromo nazionale di Monza (15 min)         | Assistenza – Autodromo nazionale di Monza (15 min)         | Assistenza – Autodromo nazionale di Monza (15 min)         | –         | 126,95 km |
| Frazione 3 (5 dic) | PS7    | 07:52  | Selvino 1                                                  | Nembro                                                     | Cornalba                                                   | 25,06 km  | 126,95 km |
| Frazione 3 (5 dic) | PS8    | 09:08  | Gerosa 1                                                   | Gerosa                                                     | Brembilla                                                  | 11,09 km  | 126,95 km |
| Frazione 3 (5 dic) | PS9    | 10:02  | Costa Valle Imagna 1                                       | Sant'Omobono Terme                                         | Torre de' Busi                                             | 22,17 km  | 126,95 km |
| Frazione 3 (5 dic) |        | 11:35  | Assistenza – Autodromo nazionale di Monza (40 min)         | Assistenza – Autodromo nazionale di Monza (40 min)         | Assistenza – Autodromo nazionale di Monza (40 min)         | –         | 126,95 km |
| Frazione 3 (5 dic) | PS10   | 13:22  | Selvino 2                                                  | Nembro                                                     | Cornalba                                                   | 25,06 km  | 126,95 km |
| Frazione 3 (5 dic) | PS11   | 14:38  | Gerosa 2                                                   | Gerosa                                                     | Brembilla                                                  | 11,09 km  | 126,95 km |
| Frazione 3 (5 dic) | PS12   | 15:32  | Costa Valle Imagna 2                                       | Sant'Omobono Terme                                         | Torre de' Busi                                             | 22,17 km  | 126,95 km |
| Frazione 3 (5 dic) |        | 17:10  | Assistenza – Autodromo nazionale di Monza (15 min)         | Assistenza – Autodromo nazionale di Monza (15 min)         | Assistenza – Autodromo nazionale di Monza (15 min)         | –         | 126,95 km |
| Frazione 3 (5 dic) | PS13   | 17:37  | PZero Grand Prix 2                                         | Monza                                                      | Monza                                                      | 10,31 km  | 126,95 km |
| Frazione 3 (5 dic) |        | 17:58  | Assistenza (flexi) – Autodromo nazionale di Monza (45 min) | Assistenza (flexi) – Autodromo nazionale di Monza (45 min) | Assistenza (flexi) – Autodromo nazionale di Monza (45 min) | –         | 126,95 km |
|                    |        |        |                                                            |                                                            |                                                            |           |           |
| Frazione 4 (6 dic) |        | 07:15  | Assistenza – Autodromo nazionale di Monza (15 min)         | Assistenza – Autodromo nazionale di Monza (15 min)         | Assistenza – Autodromo nazionale di Monza (15 min)         | –         | 38,31 km  |
| Frazione 4 (6 dic) | PS14   | 07:48  | PZero Grand Prix 3                                         | Monza                                                      | Monza                                                      | 10,31 km  | 38,31 km  |
| Frazione 4 (6 dic) |        | 08:08  | Assistenza (flexi) – Autodromo nazionale di Monza (15 min) | Assistenza (flexi) – Autodromo nazionale di Monza (15 min) | Assistenza (flexi) – Autodromo nazionale di Monza (15 min) | –         | 38,31 km  |
| Frazione 4 (6 dic) | PS15   | 10:08  | Serraglio 1                                                | Monza                                                      | Monza                                                      | 14,00 km  | 38,31 km  |
| Frazione 4 (6 dic) |        | 10:30  | Assistenza (flexi) – Autodromo nazionale di Monza (15 min) | Assistenza (flexi) – Autodromo nazionale di Monza (15 min) | Assistenza (flexi) – Autodromo nazionale di Monza (15 min) | –         | 38,31 km  |
| Frazione 4 (6 dic) | PS16   | 12:15  | Serraglio 2 (power stage)                                  | Monza                                                      | Monza                                                      | 14,00 km  | 38,31 km  |
| Totale             | Totale | Totale | Totale                                                     | Totale                                                     | Totale                                                     | Totale    | 239,20 km |

## Risultati

### Classifica
| Pos.       | Nº       | Pilota                  | Copilota               | Auto                   | Squadra                          | Classe      | Tempo     | Distacco | Punti    |
| Generale   | Generale | Generale                | Generale               | Generale               | Generale                         | Generale    | Generale  | Generale | Generale |
| ---------- | -------- | ----------------------- | ---------------------- | ---------------------- | -------------------------------- | ----------- | --------- | -------- | -------- |
| 1.         | 17       | Sébastien Ogier         | Julien Ingrassia       | Toyota Yaris WRC       | Toyota Gazoo Racing WRT          | WRC         | 2h15'51"0 | –        | 25       |
| 2.         | 8        | Ott Tänak               | Martin Järveoja        | Hyundai i20 Coupe WRC  | Hyundai Shell Mobis WRT          | WRC         | 2h16'04"9 | +13"9    | 22       |
| 3.         | 6        | Dani Sordo              | Carlos del Barrio      | Hyundai i20 Coupe WRC  | Hyundai Shell Mobis WRT          | WRC         | 2h16'06"3 | +15"3    | 16       |
| 4.         | 4        | Esapekka Lappi          | Janne Ferm             | Ford Fiesta WRC        | M-Sport Ford WRT                 | WRC         | 2h16'36"7 | +45"7    | 14       |
| 5.         | 69       | Kalle Rovanperä         | Jonne Halttunen        | Toyota Yaris WRC       | Toyota Gazoo Racing WRT          | WRC         | 2h17'02"1 | +1'11"1  | 10       |
| 6.         | 34       | Andreas Mikkelsen       | Anders Jæger           | Škoda Fabia Rally2 Evo | -                                | RC2 / WRC-3 | 2h19'47"2 | +3'56"2  | 8        |
| 7.         | 27       | Oliver Solberg          | Aaron Johnston         | Škoda Fabia Rally2 Evo | -                                | RC2 / WRC-3 | 2h20'03"1 | +4'12"1  | 6        |
| 8.         | 25       | Jari Huttunen           | Mikko Lukka            | Hyundai i20 R5         | -                                | RC2 / WRC-3 | 2h21'06"4 | +5'15"4  | 4        |
| 9.         | 21       | Mads Østberg            | Torstein Eriksen       | Citroën C3 R5          | PH Sport                         | RC2 / WRC-2 | 2h21'18"4 | +5'27"4  | 2        |
| 10.        | 20       | Pontus Tidemand         | Patrik Barth           | Škoda Fabia Rally2 Evo | Toksport WRT                     | RC2 / WRC-2 | 2h21'44"0 | +5'53"0  | 1        |
| ...        | ...      | ...                     | ...                    | ...                    | ...                              | ...         | ...       | ...      | ...      |
| 20.        | 18       | Takamoto Katsuta        | Daniel Barritt         | Toyota Yaris WRC       | Toyota Gazoo Racing WRT          | WRC         | 2h27'41"3 | +11'50"3 | 5        |
| ...        | ...      | ...                     | ...                    | ...                    | ...                              | ...         | ...       | ...      | ...      |
| 29.        | 33       | Elfyn Evans             | Scott Martin           | Toyota Yaris WRC       | Toyota Gazoo Racing WRT          | WRC         | 2h36'03"6 | +20'12"6 | 3        |
| WRC-2      |          |                         |                        |                        |                                  |             |           |          |          |
| 1. (9.)    | 21       | Mads Østberg            | Torstein Eriksen       | Citroën C3 R5          | PH Sport                         | RC2 / WRC-2 | 2h21'18"4 | –        | 25       |
| 2. (10.)   | 20       | Pontus Tidemand         | Patrik Barth           | Škoda Fabia Rally2 Evo | Toksport WRT                     | RC2 / WRC-2 | 2h21'44"0 | +25"6    | 18       |
| 3. (13.)   | 23       | Jan Kopecký             | Jan Hloušek            | Škoda Fabia Rally2 Evo | Toksport WRT                     | RC2 / WRC-2 | 2h22'41"8 | +1'23"4  | 15       |
| 4. (49.)   | 22       | Adrien Fourmaux         | Renaud Jamoul          | Ford Fiesta Rally2     | M-Sport Ford WRT                 | RC2 / WRC-2 | 2h50'38"8 | +29'20"4 | 12       |
| WRC-3      |          |                         |                        |                        |                                  |             |           |          |          |
| 1. (6.)    | 34       | Andreas Mikkelsen       | Anders Jæger           | Škoda Fabia Rally2 Evo | -                                | RC2 / WRC-3 | 2h19'47"2 | –        | 25       |
| 2. (7.)    | 27       | Oliver Solberg          | Aaron Johnston         | Škoda Fabia Rally2 Evo | -                                | RC2 / WRC-3 | 2h20'03"1 | +15"9    | 18       |
| 3. (8.)    | 25       | Jari Huttunen           | Mikko Lukka            | Hyundai i20 R5         | -                                | RC2 / WRC-3 | 2h21'06"4 | +1'19"2  | 15       |
| 4. (11.)   | 28       | Emil Lindholm           | Mikael Korhonen        | Škoda Fabia Rally2 Evo | Eurosol Racing Team Hungary      | RC2 / WRC-3 | 2h21'45"0 | +1'57"8  | 12       |
| 5. (14.)   | 26       | Kajetan Kajetanowicz    | Maciej Szczepaniak     | Škoda Fabia Rally2 Evo | -                                | RC2 / WRC-3 | 2h23'25"5 | +3'38"3  | 10       |
| 6. (16.)   | 24       | Marco Bulacia Wilkinson | Marcelo Der Ohannesian | Citroën C3 R5          | -                                | RC2 / WRC-3 | 2h24'38"8 | +4'51"6  | 8        |
| 7. (17.)   | 36       | Josh McErlean           | Keaton Williams        | Hyundai i20 R5         | Motorsport Ireland Rally Academy | RC2 / WRC-3 | 2h24'55"3 | +5'08"1  | 6        |
| 8. (18.)   | 35       | Cédric De Cecco         | Jérôme Humblet         | Škoda Fabia Rally2 Evo | -                                | RC2 / WRC-3 | 2h26'53"7 | +7'06"5  | 4        |
| 9. (23.)   | 37       | Giacomo Ogliari         | Giacomo Ciucci         | Citroën C3 R5          | -                                | RC2 / WRC-3 | 2h30'08"8 | +10'21"6 | 2        |
| 10. (35.)  | 30       | Yohan Rossel            | Benoît Fulcrand        | Citroën C3 R5          | PH Sport                         | RC2 / WRC-3 | 2h40'52"1 | +21'04"9 | 1        |
| Junior WRC |          |                         |                        |                        |                                  |             |           |          |          |
| 1. (27.)   | 39       | Tom Kristensson         | Joakim Sjöberg         | Ford Fiesta Rally4     | Tom Kristensson Motorsport       | RC4 / JWRC  | 2h35'21"4 |          | 42,5     |
| 2. (33.)   | 41       | Fabrizio Zaldivar       | Rogelio Peñate         | Ford Fiesta Rally4     | -                                | RC4 / JWRC  | 2h38'22"9 | +3'01"5  | 27       |
| 3. (34.)   | 42       | Ruairi Bell             | Darren Garrod          | Ford Fiesta Rally4     | -                                | RC4 / JWRC  | 2h39'42"4 | +4'21"0  | 24,5     |
| 4. (71.)   | 40       | Sami Pajari             | Marko Salminen         | Ford Fiesta Rally4     | Team Flying Finn                 | RC4 / JWRC  | 3h13'26"3 | +38'04"9 | 22       |
| Rit.       | 38       | Mārtiņš Sesks           | Renars Francis         | Ford Fiesta Rally4     | LMT Autosporta Akadēmija         | RC4 / JWRC  | –         | –        | 1        |

| Principali ritiri | Principali ritiri | Principali ritiri   | Principali ritiri | Principali ritiri     | Principali ritiri       | Principali ritiri | Principali ritiri  | Principali ritiri |
| PS                | Nº                | Pilota              | Copilota          | Auto                  | Squadra                 | Classe            | Causa              | Pos.              |
| ----------------- | ----------------- | ------------------- | ----------------- | --------------------- | ----------------------- | ----------------- | ------------------ | ----------------- |
| PS 4              | 11                | Thierry Neuville    | Nicolas Gilsoul   | Hyundai i20 Coupe WRC | Hyundai Shell Mobis WRT | WRC               | Danno da incidente | 9º                |
| PS 5              | 3                 | Teemu Suninen       | Jarmo Lehtinen    | Ford Fiesta WRC       | M-Sport Ford WRT        | WRC               | Motore             | 11º               |
| PS 10             | 44                | Gus Greensmith      | Elliott Edmondson | Ford Fiesta WRC       | M-Sport Ford WRT        | WRC               | Incidente          | 74º               |
| PS 10             | 96                | Ole Christian Veiby | Jonas Andersson   | Hyundai i20 Coupe WRC | Hyundai 2C Competition  | WRC               | Incidente          | 18º               |
| PS 14             | 29                | Umberto Scandola    | Guido D'Amore     | Hyundai i20 R5        | Toyota Gazoo Racing WRT | RC2 / WRC-3       | Rottura meccanica  | 75º               |

Legenda
| Icona | Note                                                                                 |
| ----- | ------------------------------------------------------------------------------------ |
| WRC   | Equipaggio di classe WRC che può conquistare punti per il campionato costruttori     |
| WRC   | Equipaggio di classe WRC che non può conquistare punti per il campionato costruttori |
| WRC-2 | Equipaggio registrato al campionato WRC-2                                            |
| WRC-3 | Equipaggio registrato al campionato WRC-3                                            |
| JWRC  | Equipaggio registrato al campionato Junior WRC                                       |
|       | Ulteriori classificazioni                                                            |

### Prove speciali
| Frazione           | Prova | Ora   | Nome                       | Lunghezza | Vincitori                        | Tempo            | Velocità media   | Leader del rally                 |
| ------------------ | ----- | ----- | -------------------------- | --------- | -------------------------------- | ---------------- | ---------------- | -------------------------------- |
| Frazione 1 (3 dic) | PS1   | 14:08 | Sottozero the Monza Legacy | 4,33 km   | Sébastien Ogier Julien Ingrassia | 3'31"5           | 73,7 km/h        | Sébastien Ogier Julien Ingrassia |
|                    |       |       |                            |           |                                  |                  |                  |                                  |
| Frazione 2 (4 dic) | PS2   | 07:58 | Scorpion 1                 | 13,43 km  | Dani Sordo Carlos del Barrio     | 9'54"5           | 81,3 km/h        | Dani Sordo Carlos del Barrio     |
| Frazione 2 (4 dic) | PS3   | 10:08 | Scorpion 2                 | 13,43 km  | Esapekka Lappi Janne Ferm        | 9'56"8           | 81,0 km/h        | Esapekka Lappi Janne Ferm        |
| Frazione 2 (4 dic) | PS4   | 12:38 | Cinturato 1                | 16,22 km  | Elfyn Evans Scott Martin         | 11'56"5          | 81,5 km/h        | Esapekka Lappi Janne Ferm        |
| Frazione 2 (4 dic) | PS5   | 15:08 | Cinturato 2                | 16,22 km  | Sébastien Ogier Julien Ingrassia | 11'53"5          | 81,8 km/h        | Esapekka Lappi Janne Ferm        |
| Frazione 2 (4 dic) | PS6   | 17:38 | PZero Grand Prix 1         | 10,31 km  | Dani Sordo Carlos del Barrio     | 5'52"5           | 105,3 km/h       | Dani Sordo Carlos del Barrio     |
|                    |       |       |                            |           |                                  |                  |                  |                                  |
| Frazione 3 (5 dic) | PS7   | 07:52 | Selvino 1                  | 25,06 km  | Sébastien Ogier Julien Ingrassia | 18'03"1          | 83,3 km/h        | Sébastien Ogier Julien Ingrassia |
| Frazione 3 (5 dic) | PS8   | 09:08 | Gerosa 1                   | 11,09 km  | Dani Sordo Carlos del Barrio     | 7'05"5           | 93,9 km/h        | Dani Sordo Carlos del Barrio     |
| Frazione 3 (5 dic) | PS9   | 10:02 | Costa Valle Imagna 1       | 22,17 km  | Elfyn Evans Scott Martin         | 14'35"5          | 91,2 km/h        | Sébastien Ogier Julien Ingrassia |
| Frazione 3 (5 dic) | PS10  | 13:22 | Selvino 2                  | 25,06 km  | prova cancellata                 | prova cancellata | prova cancellata | Sébastien Ogier Julien Ingrassia |
| Frazione 3 (5 dic) | PS11  | 14:38 | Gerosa 2                   | 11,09 km  | Umberto Scandola Guido D'Amore   | 8'13"4           | 80,9 km/h        | Sébastien Ogier Julien Ingrassia |
| Frazione 3 (5 dic) | PS12  | 15:32 | Costa Valle Imagna 3       | 22,17 km  | prova cancellata                 | prova cancellata | prova cancellata | Sébastien Ogier Julien Ingrassia |
| Frazione 3 (5 dic) | PS13  | 17:38 | PZero Grand Prix 2         | 10,31 km  | Dani Sordo Carlos del Barrio     | 5'47"8           | 106,7 km/h       | Sébastien Ogier Julien Ingrassia |
|                    |       |       |                            |           |                                  |                  |                  | Sébastien Ogier Julien Ingrassia |
| Frazione 4 (6 dic) | PS14  | 07:48 | PZero Grand Prix 3         | 10,31 km  | Sébastien Ogier Julien Ingrassia | 5'32"2           | 111,7 km/h       | Sébastien Ogier Julien Ingrassia |
| Frazione 4 (6 dic) | PS15  | 10:08 | Serraglio 1                | 14,00 km  | Dani Sordo Carlos del Barrio     | 11'10"2          | 80,4 km/h        | Sébastien Ogier Julien Ingrassia |
| Frazione 4 (6 dic) | PS16  | 12:18 | Serraglio 2 (power stage)  | 14,00 km  | Takamoto Katsuta Daniel Barritt  | 11'05"5          | 51,0 km/h        | Sébastien Ogier Julien Ingrassia |

### Power stage
PS16: Serraglio 2 di 14,00 km, disputatasi domenica 6 dicembre 2020 alle ore 12:18 (UTC+1).
| Pos. | No. | Pilota           | Copilota          | Auto                  | Classe | Tempo   | Distacco | Punti |
| ---- | --- | ---------------- | ----------------- | --------------------- | ------ | ------- | -------- | ----- |
| 1    | 18  | Takamoto Katsuta | Daniel Barritt    | Toyota Yaris WRC      | WRC    | 11'05"5 | –        | 5     |
| 2    | 8   | Ott Tänak        | Martin Järveoja   | Hyundai i20 Coupe WRC | WRC    | 11'06"9 | +1"4     | 4     |
| 3    | 33  | Elfyn Evans      | Scott Martin      | Toyota Yaris WRC      | WRC    | 11'07"9 | +2"4     | 3     |
| 4    | 4   | Esapekka Lappi   | Janne Ferm        | Ford Fiesta WRC       | WRC    | 11'08"0 | +2"5     | 2     |
| 5    | 6   | Dani Sordo       | Carlos del Barrio | Hyundai i20 Coupe WRC | WRC    | 11'08"5 | +3"0     | 1     |

## Classifiche mondiali definitive
Classifica piloti
| Pos. | Pos. | Pilota                  | Punti |
| ---- | ---- | ----------------------- | ----- |
| 1    | 1    | Sébastien Ogier         | 122   |
| 2    | 1    | Elfyn Evans             | 114   |
| 3    | 1    | Ott Tänak               | 105   |
| 4    | 1    | Thierry Neuville        | 87    |
| 5    |      | Kalle Rovanperä         | 80    |
| 6    | 1    | Esapekka Lappi          | 52    |
| 7    | 1    | Teemu Suninen           | 44    |
| 8    |      | Dani Sordo              | 42    |
| 9    |      | Craig Breen             | 25    |
| 10   |      | Sébastien Loeb          | 24    |
| 11   |      | Gus Greensmith          | 16    |
| 12   |      | Pontus Tidemand         | 14    |
| 13   | 1    | Takamoto Katsuta        | 13    |
| 14   | 4    | Jari Huttunen           | 9     |
| 15   | N    | Andreas Mikkelsen       | 8     |
| 16   | 3    | Kajetan Kajetanowicz    | 8     |
| 17   | 3    | Oliver Solberg          | 8     |
| 18   | 3    | Nikolaj Grjazin         | 6     |
| 19   | 3    | Pierre-Louis Loubet     | 6     |
| 20   | 3    | Marco Bulacia Wilkinson | 5     |
| 21   | 1    | Mads Østberg            | 4     |
| 22   | 3    | Adrien Fourmaux         | 2     |
| 23   | 2    | Eric Camilli            | 2     |
| 24   | 1    | Ole Christian Veiby     | 1     |

Classifica copiloti
| Pos. | Pos. | Pilota                 | Punti |
| ---- | ---- | ---------------------- | ----- |
| 1    | 1    | Julien Ingrassia       | 122   |
| 2    | 1    | Scott Martin           | 114   |
| 3    | 1    | Martin Järveoja        | 105   |
| 4    | 1    | Nicolas Gilsoul        | 87    |
| 5    |      | Jonne Halttunen        | 80    |
| 6    | 1    | Janne Ferm             | 52    |
| 7    | 1    | Jarmo Lehtinen         | 44    |
| 8    |      | Carlos del Barrio      | 42    |
| 9    |      | Paul Nagle             | 25    |
| 10   |      | Daniel Elena           | 24    |
| 11   |      | Elliott Edmondson      | 16    |
| 12   |      | Patrik Barth           | 14    |
| 13   | 1    | Daniel Barritt         | 13    |
| 14   | 3    | Mikko Lukka            | 9     |
| 15   | N    | Anders Jæger           | 8     |
| 16   | 3    | Maciej Szczepaniak     | 8     |
| 17   | 3    | Aaron Johnston         | 8     |
| 18   | 3    | Jaroslav Fëdorov       | 6     |
| 19   | 3    | Vincent Landais        | 6     |
| 20   | 2    | Giovanni Bernacchini   | 4     |
| 21   | 1    | Torstein Eriksen       | 4     |
| 22   | 3    | Renaud Jamoul          | 2     |
| 23   | 2    | François-Xavier Buresi | 2     |
| 24   | 1    | Marcelo Der Ohannesian | 1     |
| 25   | 1    | Jonas Andersson        | 1     |

Classifica costruttori WRC
| Pos. | Pos. | Squadra                 | Punti |
| ---- | ---- | ----------------------- | ----- |
| 1    |      | Hyundai Shell Mobis WRT | 241   |
| 2    |      | Toyota Gazoo Racing WRT | 236   |
| 3    |      | M-Sport Ford WRT        | 129   |
| 4    |      | Hyundai 2C Competition  | 8     |